# جووج-411
جووج-411 (بالإنجليزية: GOOG-411)‏ هي خدمة مجانية مقدمة من جوجل في الولايات المتحدة وكندا.

## نظرة عامة
جووج-411 هي خدمة صوتية يمكنك استخدامها من خلال الهاتف النقال أو الهاتف السلكي في كل مكان وفي كل زمان. بحيث يمكنك أن تتصل على رقم هاتفي معين، وتخبرهم بمكانك والخدمة التي تريدها، وسوف يوصلوك بالخدمة التي تريدها هاتفيًا.

## وصلات خارجية
- جووج-411